# Pointe d'Arbola
La pointe d'Arbola, en allemand : Ofenhorn, est une montagne du massif des Alpes lépontines qui s'élève à 3 235 m d'altitude, à cheval entre la Suisse (canton du Valais) et l'Italie (Piémont).